# 刘永纲
刘永纲（1933年10月—），男，河北安国人，中国药事管理专家，曾任国家医药管理局副局长，第八、九届全国政协委员。